# るもい農業協同組合
るもい農業協同組合（るもいのうぎょうきょうどうくみあい、英称：JA Rumoi ）は、北海道の留萌地方に位置する苫前郡羽幌町に本所を置く農業協同組合で、略称はJAるもいである。
同農協の営業区域は、増毛郡増毛町（ましけ）、留萌市（るもい）、留萌郡小平町（おびら）、苫前郡苫前町・羽幌町（はぼろ）・初山別村（しょさんべつ）および天塩郡遠別町（えんべつ）・天塩町（てしお）の留萌地方1市6町1村の全域である。なお、北海道内で振興局の全域を一つの農協が所管している例は、他に無い。

## 沿革
- 2002年（平成14年）2月、留萌市農協・小平町農協・増毛町農協が合併して、南るもい農業協同組合が発足。[1]
- 2003年（平成15年）8月、羽幌町農協・初山別村農協・遠別農協が合併して、オロロン農業協同組合が発足。[1]
- 2021年（令和3年）2月1日、苫前町農協・オロロン農協・天塩町農協・南るもい農協が新設合併して、るもい農業協同組合が発足[2]。

## 事務所および所在地
- 本所（苫前郡羽幌町南6条2丁目16-4)
- 苫前支所（苫前郡苫前町字古丹別203-1)
- 初山別支所（苫前郡初山別村字豊岬187-1)
- 遠別支所（天塩郡遠別町字本町3丁目76-68)
- 天塩支所（天塩郡天塩町新地通6丁目2343)
- 小平支所（留萌郡小平町字小平町255）
- 増毛支所（増毛郡増毛町南畠中町5丁目162-1）
- 留萌支所（留萌市高砂町3丁目4-6)